# Zhan shen
Zhan shen (caratteri cinesi: 戰神; titolo internazionale Mars) è una serie televisiva taiwanese del 2004 con protagonisti Vic Zhou e Barbie Hsu. È andata in onda sulla rete CTS dal 31 luglio al 23 ottobre del 2004, ed è tratta dallo shōjo manga di Fuyumi Souryo Mars.

## Trama
Han Qi Luo (Barbie Xu) è una studentessa d'arte estremamente timida che frequenta la stessa scuola di Chen Ling (Vic Zhou), un popolare play boy. I due si incontrano un giorno per caso, quando lui le chiede indicazioni per raggiungere l'ospedale e lei gli disegna inavvertitamente una mappa su uno dei suoi bozzetti. Il bozzetto rappresentava l'immagine di una madre che tiene in braccio un bambino.
Un nuovo incontro tra i due avviene quando Qi Luo viene molestata sessualmente da un professore, e Chen Ling accorre in suo aiuto. I due iniziando così a conoscersi e a fare amicizia, ma entrambi hanno un passato nascosto che deve essere dominato, per fare in modo di potersi accettare ed amare liberamente.

## Cast esteso
- Vic Zhou: Chen Ling e Chen Sheng
- Barbie Xu: Han Qi Luo
- Xiu Jie Kai: Da Ye
- Megan Lai: Qing Mei
- An Jun Can: Tong Dao
- Xiao Xiao: Sha Zhi
- Duo Ru Ru: Xiang Zi
- Chang Kuo Chu: Chong Zhi
- Leon Dai (戴立忍): Ming Gao
- Ying Cai Ling (應采靈): madre di Qi Luo
- Tang Zhi Wei: padre adottivo di Qi Luo
- Lin Li Yang: amico di Ming Gao
- Ding Ning (丁寧): segretaria di Chong Zhi
- Kingone Wang: padre biologico di Ling e Sheng (cameo)
- Renzo Liu: professor Shi
- Guo Shi Lun
- Huang Tai An: Ah Jian
- Li Li Ren: Chong Zhi da giovane

## Premi
- Quarantesimi Annual Golden Bell Awards (2005): Drama Favorito dell'Anno